# 布萊登 (內布拉斯加州)
布萊登（英語：Bladen）是位於美國內布拉斯加州韋伯斯特縣的村。

## 人口
根據2020年美國人口普查的數據，布萊登的面積為0.93平方千米，皆為陸地。當地共有人口205人，而人口密度為每平方千米220人。